# Пеньков, Николай Васильевич
Николай Васильевич Пеньков (1936—2009) — советский и российский актёр театра и кино, режиссёр. Народный артист РСФСР (1988).

## Биография

Могила Н. В. Пенькова на Троекуровском кладбище Москвы.

Николай Пеньков родился 4 января 1936 года на Орловщине.
Окончил горный техникум в Липецке, работал два года в Магнитогорске, служил в армии на Дальнем Востоке.
В 1963 году окончил Школу-студию МХАТ (курс В. К. Монюкова) и до конца жизни работал во МХАТе (после раздела театра в 1987 г. — во МХАТе им. М. Горького под руководством Татьяны Дорониной).
Николай Пеньков скончался 21 декабря 2009 года в Москве. Похоронен 23 декабря 2009 года на Троекуровском кладбище.

## Творчество
Николай Васильевич Пеньков принял участие более чем в 50 спектаклях, среди которых «Белая гвардия», «Лес», «Обрыв», «Три сестры», «На дне» и другие. Пеньков также много снимался в кино, в том числе в телесериалах «В круге первом» и «Вечный зов», а также в фильмах «Гонка с преследованием», «Лебедев против Лебедева», «Замыслил я побег» и других картинах. Участвовал  во многих радиоспектаклях Всесоюзного радио.
Пеньков также выступал и как режиссёр-постановщик: в этом качестве он работал над спектаклями «Наполеон в Кремле», «Роза Иерихона» и «Аввакум».

### Роли в театре
- «Бронепоезд 14-69» Вс. Иванова. Режиссёр: Иосиф Раевский — Миша-студент
- Д. Гранин «Иду на грозу», реж. В. Богомолов — Ригард, аспирант
- «Я вижу солнце» Нодара Думбадзе. Режиссёр: Дмитрий Алексидзе
- «Зимняя сказка» Шекспира. Режиссёр: Михаил Кедров — принц Флоризель
- «Шестое июля» М. Ф. Шатрова. Режиссёр: Леонид Варпаховский — Свердлов
- «На дне» М. Горького. Режиссёр: В. Орлов — Татарин
- «Тяжкое обвинение» Л. Шейнина. Режиссёр: Борис Ливанов — Следователь Каргин
- «Ночная исповедь» А. Н. Арбузова. Режиссёр: Борис Ливанов — Эдик Каверга
- «Вишнёвый сад» А. П. Чехова. Режиссёр: Виктор Станицын — Петя Трофимов
- «Мария Стюарт» Шиллера. Режиссёр: Виктор Станицын — Французский вельможа
- «Соловьиная ночь» В. И. Ежова. Режиссёр: Виктор Станицын — Пётр Бородин
- «Чрезвычайный посол» Братья Тур. Режиссёр: Виктор Станицын — Чумаков, Гончаренко
- «Единственный свидетель» Братья Тур. Режиссёр: Виктор Станицын — Рощин
- Л. Гинзбург «Потусторонние встречи». Режиссёр: Виктор Монюков — Пауль
- А. Володин «Дульсинея Тобосская». Режиссёр: Олег Ефремов — Жених
- Э. Володарский «Долги Наши». Режиссёр: Виктор Монюков — Егор
- А. Чехов «Чайка». Режиссёр: Борис Ливанов — Дорн
- Л. Зорин «Медная бабушка». Режиссёр: Олег Ефремов — Мефистофель
- «Сладкоголосая птица юности» Теннесси Уильямса. Режиссёр: Всеволод Шиловский — Том-младший
- Сергей Андреевич — Э. Володарский «Уходя оглянись». Режиссёр: Евгений Радомысленский
- Суслов — М. Горький «Дачники», реж. В. Салюк;
- Аблов — А. Гельман «Обратная связь». Режиссёр: Олег Ефремов
- «Валентин и Валентина» М. М. Рощина. Режиссёр: Олег Ефремов — Миша-студент
- Андрей Гуськов — В. Распутин «Живи и помни». Режиссёр: В. Н. Богомолов;
- Гусев — М. Рощин «Валентин и Валентина». Режиссёр: Олег Ефремов
- Глаголев — Н. Погодин «Кремлёвские куранты», реж. В. Марков;
- Варламов — Г. Бокарев «Сталевары». Режиссёр: Олег Ефремов
- Отец Инги — Н. Павлова «Вагончик», реж. К. Гинкас;
- Ариэтта — А. Вальехо «Сон разума». Режиссёр: Олег Ефремов
- Кирияк — И. Караджале «Бурная ночь», реж. А. Виссарион;
- Девятов — А. Гельман «Мы нижеподписавшиеся». Режиссёр: Олег Ефремов
- Иванэ — М. Джавахишвили «Обвал». Режиссёр: Т. Н. Чхеидзе
- Моноспектакль — А. Бунин «Роза Иерихона», реж. Н. Пеньков;
- Савкин — «Бои имели местное значение», реж. В. Шиловский;
- Смирновский — «Комиссия», реж. Ф. Григорян;
- Клещ — М. Горький «На дне». Режиссёр возобновления: Татьяна Доронина
- Солёный — А. Чехов «Три сестры». Режиссёр возобновления: Татьяна Доронина и Л. И. Губанов
- Доцент — А. Дударев «И будет день» («Свалка»). Режиссёр: Валерий Белякович
- Полковник Малышев — М. Булгаков «Белая гвардия». Режиссёр: Татьяна Доронина
- Бадаев — А. Островский «Лес». Режиссёр: Татьяна Доронина
- Жорж Филиппов — А. Яковлев «Версия Англетер». Режиссёр: Татьяна Доронина
- Аксенов — А. Островский «Козьма Минин-Сухорук». Режиссёр: Валерий Белякович
- Нил Андреевич — И. Гончаров «Обрыв», реж. А. Созонтов;
- Юсов — А. Островский «Доходное место». Режиссёр: Татьяна Доронина
- Хеверн — М. Горький «Зыковы», реж. А. Морозов;
- Мазепа — А. Пушкин «Полтава». Режиссёр: Татьяна Доронина
- «Контрольный выстрел» Юрия Полякова, Станислава Говорухина. Режиссёр: Станислав Говорухин — Академик Кораблев
- Павел — В. Распутин «Прощание с Матёрой», реж. А. Борисов;
- Дон Салюстий — «Рюи Блаз» В. Гюго, реж. В. Бейлис;
- Поп Лазарь — В. Малягин «Аввакум», реж. Н. Пеньков;
- Владимир Григорьевич — В. Белов «Семейные праздники», реж. А. Васильев;
- «Наполеон в Кремле» В. Ю. Малягина — Наполеон

### Постановки в театре
- «Роза Иерихона» А. Бунина, моноспектакль (Московский художественный академический театр им. М. Горького)
- «Аввакум» В. Ю. Малягина (Московский художественный академический театр им. М. Горького)
- «Наполеон в Кремле» В. Ю. Малягина (Московский художественный академический театр им. М. Горького)[4]

### Фильмография
- 1959 — В твоих руках жизнь
- 1965 — Лебедев против Лебедева — сотрудник НИИ, коллега Лебедев
- 1968 — Щит и меч — Хакке
- 1973—1983 — Вечный зов — Валентик
- 1974 — Весенние перевёртыши — отец Дюшки
- 1974 — Такие высокие горы — Пименов
- 1975 — На всю оставшуюся жизнь
- 1976 — Марк Твен против… — Пейн
- 1976 — В одном микрорайоне — Дмитрий Шурыгин
- 1977 — Долги наши — Егор Храпунов
- 1979 — Гонка с преследованием — Глеб Сиромаха, участковый лейтенант милиции
- 1979 — Дождь в чужом городе — Аристархов
- 1979 — Ипподром — Сан Саныч Крошин
- 1979 — Я буду ждать… — Павел Александрович Старов
- 1980 — Братья Рико — Сид Кубик
- 1980 — Главный конструктор — Гаевой
- 1981 — Тайна записной книжки — Алексей Самарцев
- 1982 — Оставить след — Емельянов
- 1983 — Аукцион — Ермаков
- 1984 — Семь стихий — телекомментатор
- 1985 — Из жизни Потапова — Олег Астахов, приятель и коллега Потапова
- 1990 — Убийство свидетеля — Семён Скоков, полковник УГРО
- 2000 — Романовы. Венценосная семья — генерал Татищев
- 2003 — Сыщик без лицензии. Фильм 1. «Рассудок маньяка»
- 2006 — В круге первом — прокурор Макарыгин

## Признание и награды
- Заслуженный артист РСФСР (1969)
- Народный артист РСФСР (1988)
- Орден «Знак Почёта» (1971)
- Орден Почёта (1998)[5]
- Орден Дружбы (2006)[6]